# Сельська Марія Іванівна

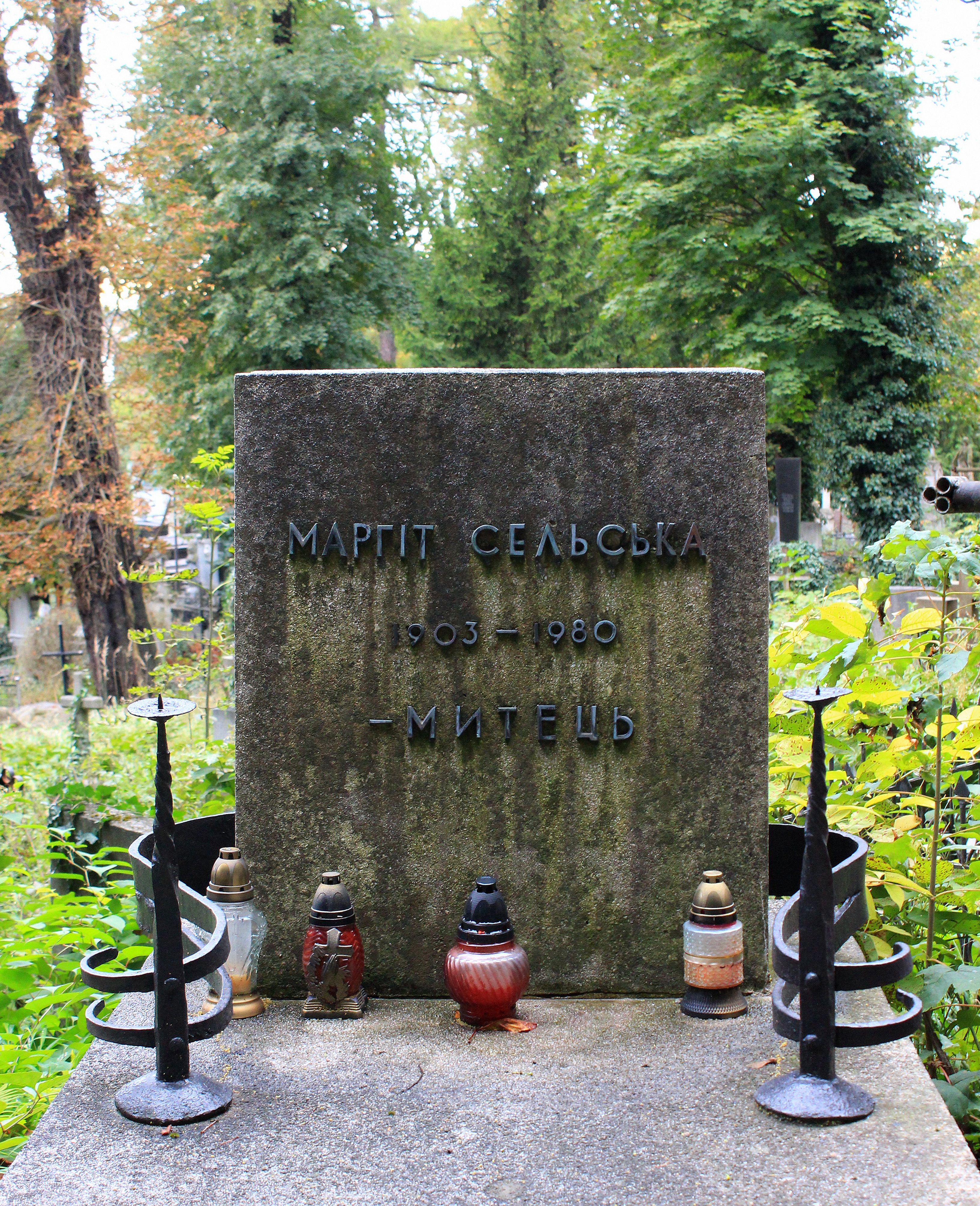
Нагробок на могилі художниці Маргіт Сельської.

Марґіт Райх (Марія Іванівна Сельська), Львів, 1917

Марґіт Сельська або ж Марія Іванівна Сельска (до шлюбу Марґіт Райх), 26 травня 1903, Коломия — 3 лютого 1980, Львів) — українська художниця та фотографка єврейського походження родом з Коломиї (Галичина).

## Життєпис
Народилась в єврейській родині інженера Ісаака і Лаури Райх (до шлюбу Шарф).
Після закінчення Коломийської гімназії початкову художню освіту отримала в приватній «Вільній академії», заснованій архітектором Л. Підгородецьким у Львові (на той час вся родина Райх вже мешкала у Львові), куди вступила в 1918 році. Два роки навчається під керівництвом Фелікса Вигживальського. У 1919 з батьком відвідує Париж. У 1920 році знайомиться з Романом Сельським.
В 1920–1921 роках навчалась у Львівській художньо-промисловій школі (нині коледж декоративно-прикладного мистецтва імені Івана Труша).

В 1923–1924 роках навчається у Краківській академії мистецтв в класі Войцеха Вайса, в 1924–1925 роках — у Віденській академії, а в 1925–1927 продовжує вдосконалювати свою майстерність в «Académie Moderne» в Парижі (майстерня професора Фернана Леже) і у Амеде Озанфана. Копіює Мілле у Луврі, відвідує виставки модерністів, захоплюється кінематографом Ейзенштейна та сучасною фотографією. В майстерні Фернана Леже того часу ґуртуються корифеї світового модернізму — Амеде Озанфан, Ле Корбюзьє, Піт Мондріан, Соня Делоне, Олександра Екстер. 

Марґіт-Райх з Фернаном Леже, Париж, 1926

Дебютом Райх стала виставка робіт в паризькому «Салоні незалежних» в 1926 році. У цей період вона творила під впливом Ренуара і створювала картини в стилі поміж імпресіонізмом, кубізмом і конструктивізмом. Наступного року дебютує з персональною виставкою у Львові, після чого вирушає у подорож на Корсику, а згодом до Ніцци. 

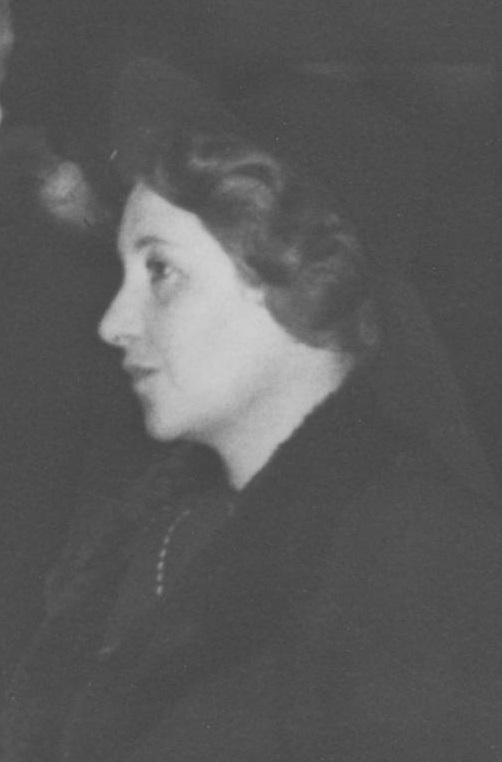
Марґіт Райх

 У 1931 році поєдналась цивільним шлюбом з художником Романом Сельським і стала Маргаритою Райх-Сельською. У 1930-х роках працювала як незалежна художниця, була однією із засновниць і членкинею молодіжного об'єднання художників «Artes» і львівського професійного союзу художників-пластиків (1933–1939), входила в Асоціацію незалежних українських митців (АНУМ).
З 1940 року — член Спілки радянських художників України (СРХУ).
У роки Другої світової війни з 1942 року — ув'язнена Янівського концтабору. Друзі допомогли їй таємно покинути табір, чим врятували життя. Ховаючись від арешту, через Краків і Тарнів виїздить до Варшави і 1943 року повертається до Львова, де до кінця війни жила під чужим ім'ям і з фіктивними документами.
Маргарита Райх-Сельська стала представницею напрямку, яке отримало назву «український колоризм», і створювала портрети, натюрморти і пейзажі. Активна учасниця багатьох мистецьких виставок.
У 1978 році проводить першу персональну виставку у Львівській картинній галереї.
Померла 2 лютого 1980 року у Львові.
Похована поруч з чоловіком на Личаківському цвинтарі, на полі № 33.

## Доробок

Марґіт Райх-Сельска. Портрет Григорія Островського. Полотно, олія. 1970-ті.

Авторка численних портретів, натюрмортів, пейзажів, серед яких:
- «Дівчина» (1939)
- «Пейзаж з Гуцульщини» (1956)
- «Гуцульський натюрморт» (1960)
- «Морський пейзаж» (1963)
- «Пейзаж Бєлгорода» (1965)
- «Скрипаль О. Криса» (1966)
- «Збір винограду» (1966)
- «Вишивальниця» (1968)
- «Кримський пейзаж» (1965)
- «Карпатський мотив» (1965)
- «Мальви» (1969)
- «Портрет Григорія Островського»
- «Галя» (1969)

Маґріт Райх-Сельська написала портрети Лесі Українки, Ірини Вільде, Іларіона Свєнціцького, Аріадни (Ради) Труш-Драгоманової.
Картини художниці відрізняються оригінальністю як колірного, так і композиційного рішення. Майже всі її полотна були композиціями з глибоким філософським змістом, що вражають довершеністю, врівноваженістю побудови, емоційною виразністю і декоративністю фарб.
Твори Сельської-Райх виставлялися у Львові, Києві, Москві, Варшаві, Кракові, Лодзі, Познані, Парижі та ін.
На творчість Марґіт Сельської помітно вплинули західно-європейські мистецькі напрями, особливо конструктивізм і кубізм, хоч абстрактних мотивів вона уникала.